# Аргентинська організація виробників фонограм і відеограм
Аргентинська організація виробників фонограм і відеограм (ісп. Camara Argentina de Productores de Fonogramas y Videogramas, англ. Argentine Chamber of Phonograms and Videograms Producers, CAPIF)  — некомерційна організація, в якій об'єднані аргентинські члени міжнародної організації IFPI. CAPIF представляє інтереси звукозаписної індустрії Аргентини.

## Сертифікація
В січні 1980 CAPIF вперше дало сертифікат альбому і пісні. Критерії сертифікації з 1980 по 2000:
- Сингли
  - Золото: 50.000 проданих копій
  - Платина: 100.000 проданих копій
- Альбоми
  - Золото: 30.000 проданих копій
  - Платина: 60.000 проданих копій
  - Діамант: 500.000 проданих копій
- Компіляційні альбоми
  - Золото: 100.000 проданих копій
  - Платина: 200.000 проданих копій

Критерії сертифікації з 31 грудня 2001:
- Альбоми:
  - Золото: 20.000 проданих копій
  - Платина: 40.000 проданих копій
  - Діамант: 250.000 проданих копій
- Завантаження у мережі Інтернет:
  - Золото: 10.000 проданих копій
  - Платина: 20.000 проданих копій
- Музичні відео й альбоми DVD:
  - Золото: 4.000 проданих копій
  - Платина: 8.000 проданих копій

Компіляційні альбоми перестали сертифікувати.